# Lispe assimilis
Lispe assimilis este o specie de muște din genul Lispe, familia Muscidae, descrisă de Christian Rudolph Wilhelm Wiedemann în anul 1824. Conform Catalogue of Life specia Lispe assimilis nu are subspecii cunoscute.